# Olha Basarab
Olha Basarab (en ucraniano: Ольга Михайлівна Басараб, 1 de septiembre de 1889-12 de febrero de 1924) fue una activista política ucraniana y miembro de la Organización Militar Ucraniana que llevó a cabo trabajos caritativos y humanitarios reconocidos por la Cruz Roja Internacional, así como trabajos militares o de inteligencia en nombre de la resistencia ucraniana. Fue ejecutiva de la rama de la Unión de Mujeres de Ucrania en Lviv, Ucrania. Fue arrestada por la policía polaca tras ser acusada de trabajar con la Organización Militar Ucraniana y de espiar para Alemania (con quien la Organización Militar Ucraniana tenía una relación de trabajo). En su casa se encontraron materiales que indican cooperación con la inteligencia de Alemania. Existen diferentes relatos de su muerte en prisión que van desde el suicidio hasta el asesinato. Posteriormente fue vista como mártir y fuente de inspiración dentro de la comunidad ucraniana.

## Biografía
Olha Basarab nació como Olha Levytska en 1889 en una familia de la pequeña nobleza cerca de la ciudad de Rohatyn. En 1912 asistió a una reunión organizada por Konstantyna Malytska para el «Comité de Mujeres» en Lviv para prepararse para la guerra. Otras en la reunión fueron Olena Zalizniak, María Biletska y Olena Stepaniv. El dinero recaudado del «Fondo Nacional de Combate» recomendaron se utilizara para financiar a los fusileros ucranianos de Sich.

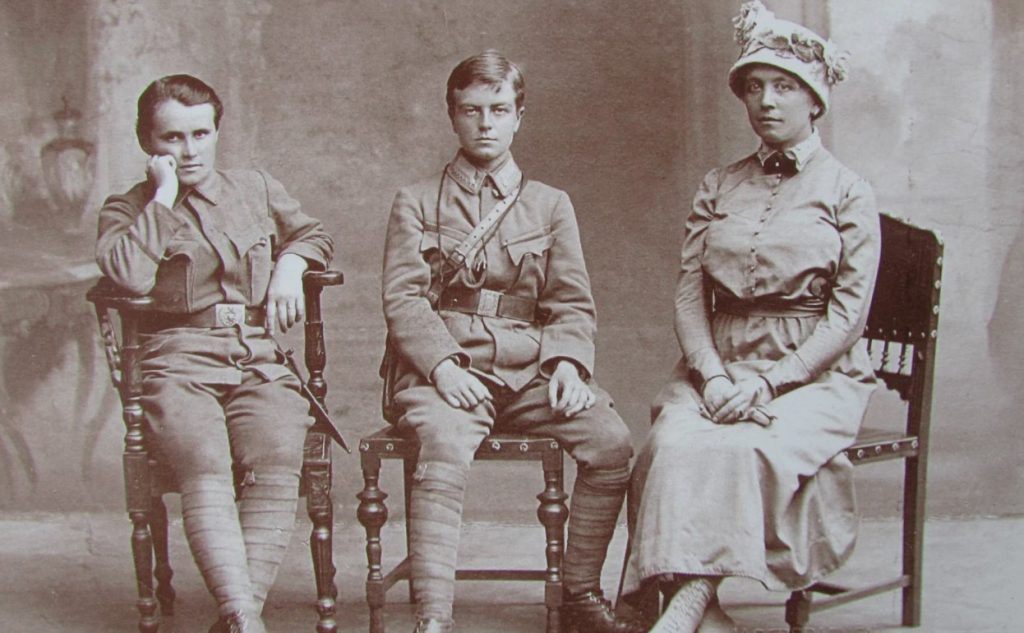
Hanna Dmyterko, Sofia Halechko y Olha Basarab en 1917.

En 1914 se casó con Dmytry Basarab, quien murió luchando por Austria en el frente italiano en 1915. Durante la Primera Guerra Mundial, Basarab fue miembro del primer pelotón de mujeres de los fusileros ucranianos de Sich, una unidad de voluntarios ucranianos dentro del ejército austríaco. Después de la guerra trabajó en los años 1918-1923 como contadora de la Embajada de Ucrania en Viena, también visitó Dinamarca, Alemania, Noruega y otros estados para recopilar inteligencia militar y política.
Participó en obras de caridad que implicaban ayudar a soldados y civiles heridos y fue reconocida por la Cruz Roja Internacional por sus esfuerzos. Activa en la organización política ucraniana, ayudó a organizar a los soldados ucranianos y fue miembro de la Unión de Mujeres Ucranianas en Viena y miembro del Ejecutivo Supremo de la Unión de Mujeres Ucranianas en Lviv. En 1923 comenzó a trabajar con la Organización Militar de Ucrania, donde su enlace era el coronel Eugene Konovalets. Fue acusada por las autoridades polacas de trabajar con inteligencia de Alemania y la Ucrania bolchevique en Polonia, y de pertenecer a la Organización Militar Ucraniana que organizó asesinatos de polacos y ucranianos. Después de su encarcelamiento, se encontraron materiales relacionados con la cooperación con la inteligencia alemana (la Organización Militar Ucraniana firmó un acuerdo en mayo de 1923 con el servicio de inteligencia de la Alemania de Weimar según el cual la UVO realizaría trabajos de espionaje contra Polonia mientras que la parte alemana proporcionaría ayuda financiera y equipo militar).
Murió en prisión en circunstancias poco claras. El gobierno polaco fue acusado de torturarla hasta la muerte, aunque esta acusación nunca fue probada de manera concluyente. Martha Bohachevsky-Chomiak del Instituto Canadiense de Estudios Ucranianos afirma que el gobierno polaco inicialmente presentó su muerte como un suicidio, pero la posterior exhumación de su cuerpo mostró que había sido asesinada bajo custodia. La muerte de Basarab resultó en protestas de los ucranianos, demandas de una investigación de los miembros ucranianos del parlamento polaco y llamados de los miembros judíos del parlamento polaco para investigar las condiciones de los prisioneros en las cárceles polacas. Su cuerpo fue exhumado el 26 de febrero y el perito forense polaco afirmó que había muerto ahorcada. Se negó a identificar públicamente los moretones en su cuerpo como resultado de palizas, aunque su alumno afirmó que le había dicho durante la autopsia que el cuerpo de Basarb mostraba rastros de haber sido golpeado. Se difundieron rumores en Lviv de que la policía torturó a las personas mediante el uso de descargas eléctricas.